# Augustowo (powiat bydgoski)
Augustowo – wieś w Polsce, położona w województwie kujawsko-pomorskim, w powiecie bydgoskim, w gminie Dobrcz.
W latach 1975–1998 miejscowość administracyjnie należała do województwa bydgoskiego.
Dawny folwark mieszczący się w Augustowie powstawał w latach 1870-1932. Z zapisów wynika, że w 1899 roku jego właścicielem był Niemiec Thomsen mieszkający w Poznaniu, w 1907 r. Ignaz Kaszula. Podczas I wojny światowej posiadała go rodzina Krzymińskich. Natomiast w okresie II RP właścicielem majątku było Starostwo Powiatowe w Bydgoszczy. Administrował nim wtedy Stanisław Pawlicki. Po II wojnie światowej w Augustowie działał PGR. Obecnie jest to własność ANR. Budynek w znacznej części zamieszkały.

## Pomniki przyrody
We wsi, w parku podworskim znajdują się cztery pomniki przyrody o następujących obwodach przy powołaniu:
| Nr | Nazwa                                 | Obwód  |
| -- | ------------------------------------- | ------ |
| 1. | Lipa drobnolistna (trójwierzchołkowa) | 182 cm |
| 1. | Lipa drobnolistna (trójwierzchołkowa) | 152 cm |
| 1. | Lipa drobnolistna (trójwierzchołkowa) | 136 cm |
| 2. | Robinia akacjowa                      | 300 cm |
| 3. | Klon zwyczajny                        | 302 cm |
| 4. | Klon zwyczajny                        | 284 cm |